# Nicolaus Zwetnow
Nicolaus Zwetnow, född 28 maj 1929, död 18 januari 2016, var en norsk medicinare, musiker och sportskytt. 

## Biografi
Nicolaus Zwetnow föddes i Berlin av ryska föräldrar som flytt efter revolutionen 1917. Hans fadern var kosack och artilleriofficer, modern härstammade från georgisk adel. Han blev norsk medborgare i mitten av 1930-talet.
Efter att ha avslutat sin med.kand. i Oslo 1953, fortsatte han med sin doktorsgrad i Göteborg 1970 och erhöll sin specialistgrad inom neurokirurgi samma år. Han arbetade vid Sahlgrenska och Karolinska sjukhusen i Sverige, och från 1979 till pensionen 1999 som professor vid Institutionen för Experimentell Neurokirurgi vid Oslo universitet. 
Han deltog i de olympiska sommarspelen 1960 i Rom och 1964 i Tokyo 
Zwetnow var också en mycket skicklig musiker, främst balalajka men även piano, och gav konserter i flera länder, både live och på radio. Tillsammans med Stockholms symfoniker gav han ut en skiva LP. Han var alltid intresserad av resor och språk. Totalt behärskade han tio språk, däribland arabiska, men modersmålet var ryska.